# Manginspiegel

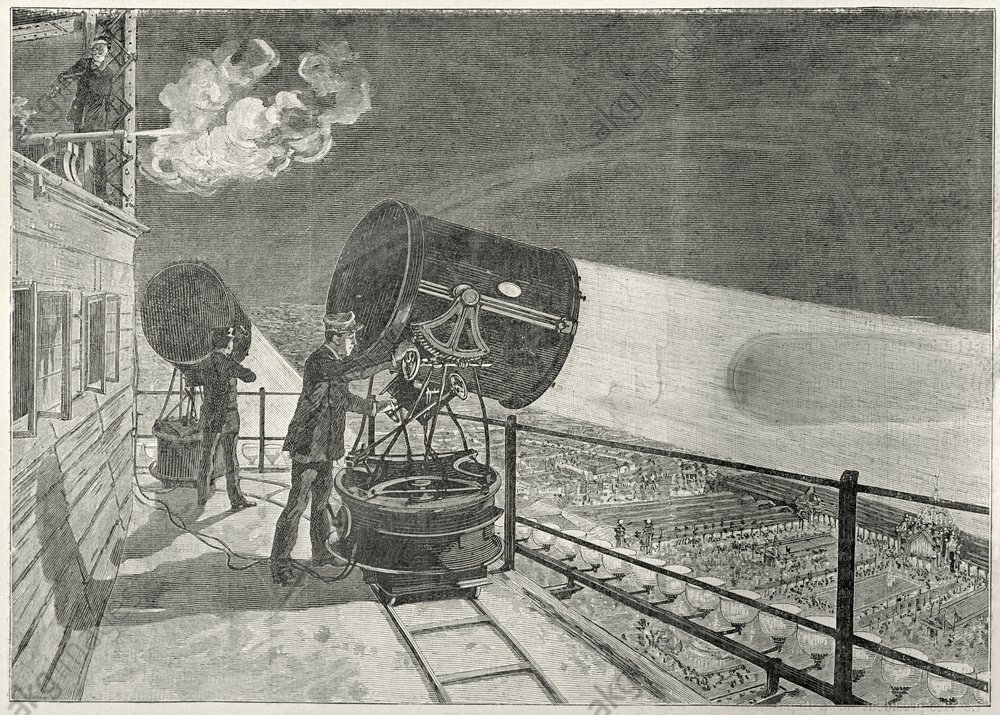
Mangin-Suchscheinwerfer auf dem Eiffelturm, 1889

Als Manginspiegel bezeichnet man eine meniskusförmige Linse, deren Rückseite verspiegelt ist. Manginspiegel wurden ursprünglich in Suchscheinwerfern verwendet, nun werden sie beispielsweise in Teleskopen eingesetzt, um durch die doppelte Passage des Lichts durch die Linse spezifische Korrekturen der Wellenfront zu erreichen. Der Manginspiegel, der zugleich ein Fangspiegel ist, ist benannt nach dem französischen Offizier Alphonse François Eugène Mangin (1825–1885), der ihn 1876 entwickelte. Die zwei sphärischen Glasschliffe waren damals einfacher herzustellen als die Parabolform eines Reflektors mit gleichartiger Lichtbündelung.

## Verwendungen
- Klevtsov-Teleskop
- Schupmann-Medial-Fernrohr